# فريتز س. هولت
فريتز س. هولت (بالنرويجية البوكمول: Fritz Christian Holte)‏ هو اقتصادي نرويجي، ولد في 24 مارس 1925 في ترومسو في النرويج، وتوفي في 17 يناير 2015.